# Constantin Gib
Constantin Gib a fost un deputat român în legislatura 1990-1992, ales în județul Dâmbovița pe listele partidului PDAR.